# 鄧当
鄧 当（とう とう、生没年不詳）は、中国後漢末期の人物。孫策に仕えた。妻は呂蒙の姉。

## 生涯
鄧当は孫策の部将として、主に山越の討伐に従事していた。また呂蒙の姉と結婚していたという。
呂蒙が15歳の時に、賊の討伐に出向いた鄧当の軍にこっそりついて行った。鄧当は呂蒙の存在に気付き叱ったが、呂蒙は家に戻ろうとはしなかった。鄧当は家に帰ると呂蒙の母にその事を知らせた。呂蒙の母は激怒したが、呂蒙は貧しさから抜け出すためには、危険を冒して功績を立てねばならないと反論した。呂蒙の母は呂蒙の心を哀れみ、それ以上何も言わなかった。
鄧当に仕えていた役人で年の若い呂蒙を馬鹿にする者がいた。呂蒙は怒ってその役人を斬り殺し、同郷の者を頼って逃亡したが、後に校尉の袁雄を頼って自首してきた。この事件が孫策の耳に入り、孫策は呂蒙に面会を求め、その非凡さを見抜き、側近に取り立てた。
数年後に鄧当が死去すると、張昭の推薦で、呂蒙が鄧当の任務を引き継ぎ、別部司馬に任じられてその軍の指揮を執る事になった。